# إشرحان (بني منسليمان)
إشرحان هو دُوَّار يقع بجماعة بني بوزرة، إقليم شفشاون، جهة طنجة تطوان الحسيمة في المملكة المغربية. ينتمي الدوّار لمشيخة بني منسليمان التي تضم 11 دوار. يقدر عدد سكانه بـ 228 نسمة حسب الإحصاء الرسمي للسكان والسكنى لسنة 2004.

## روابط خارجية
- البوابة الوطنية للجماعات الترابية
- المندوبية السامية للتخطيط